# FC Wittenbach
Der FC Wittenbach ist ein Sportverein aus der Ortschaft Wittenbach. Der Verein wurde am 29. Juli 1958 gegründet.

## Geschichte
Der Sportverein wurde am 29. Juli 1958 im Restaurant Adler Oedenhof gegründet. In den ersten Jahren wechselten die Spieler ihre Trikots im Restaurant Hirschen. 1967 wurde der Sportplatz Grüntal mit dem Eröffnungsspiel zwischen dem FC Luzern und Birmingham City eingeweiht. Im Jahr 1984 erweiterte der Verein die Mannschaften mit einer Damensektion. Nach dem zwischenzeitlichen Abstieg in die 4. Schweizer Liga gelangt dem Verein 2001 der sensationelle Aufstieg in die 2. Liga interregional. Im selben Jahr erreichte die Mannschaft den 1/16-Final des Schweizer Cups. Unter der Leitung von Massimo Busacca spielte Wittenbach auf dem Sportplatz Grüntal gegen den Schweizer Serienmeister GC 1:4. Zwischen 2004 und 2010 spielte das Team entweder in der 2. oder 3. Schweizer Liga.

## Teams

### Herren
- Herren 2. Liga Regional
- Herren 4. Liga Regional
- Junioren A 1. Stärkeklasse
- Junioren A 2. Stärkeklasse
- Coca-Cola Junior League B
- Junioren B 2. Stärkeklasse
- Coca-Cola Junior League C
- Junioren C 2. Stärkeklasse
- Junioren D/9
- Junioren D/9
- Junioren D/9
- Junioren E
- Junioren E
- Junioren E
- Junioren F
- Junioren F
- Junioren F
- Junioren F
- Senioren 30+
- Senioren 40+

### Damen
- Damen 2. Liga
- Damen 4. Liga
- Juniorinnen B/9
- Juniorinnen C/9
- Juniorinnen C/9

## Stadion
Der FC Wittenbach trägt seine Heimspiele auf der Sportanlage Grüntal in der Gemeinde Wittenbach aus. Der Hauptplatz ist Naturrasen. Für die nasse und kalte Jahreszeit wurde zusätzlich ein neuer Kunstrasenplatz erstellt.

## Trivia
Im Kalenderjahr 2014 erteilte der Vorstand des Vereins die Genehmigung für die Fertigstellung des neuen Kunstrasenplatzes. Die erste auf dem Platz bestrittene Partie wurde am 30. April 2015 durchgeführt. Ende September besuchte eine Delegation des FC Arsenal unter Ausschluss der Öffentlichkeit den FC Wittenbach um den Kunstrasen des FC Wittenbachs zu testen. Arsenal bestellte nach dem Test durch den Juniorenchef des FC, Andries Jonker, 1300 Quadratmeter des Rasens.